# Jackson Hole Mountain Resort
Jackson Hole Mountain Resort (JHMR) – ośrodek narciarski, położony na zachodzie stanu Wyoming, w Górach Skalistych, w Stanach Zjednoczonych. Leży w dolinie o tej samej nazwie w pasmie Teton Range, na wysokości od 1923 do 3185 m n.p.m. Najbliżej położoną miejscowością jest oddalone o 19 km na południe miasteczko Jackson.
Znajduje się tutaj 116 tras: 10% o stopniu łatwym, 40% średnio-zaawansowanych i 50% o stopniu bardzo trudnym. Obsługiwane są między innymi przez 9 wyciągów krzesełkowych i 2 kolejki linowe.
W latach 1967–1975 często rozgrywano tu zawody Pucharu Świata w narciarstwie alpejskim.

## Galeria

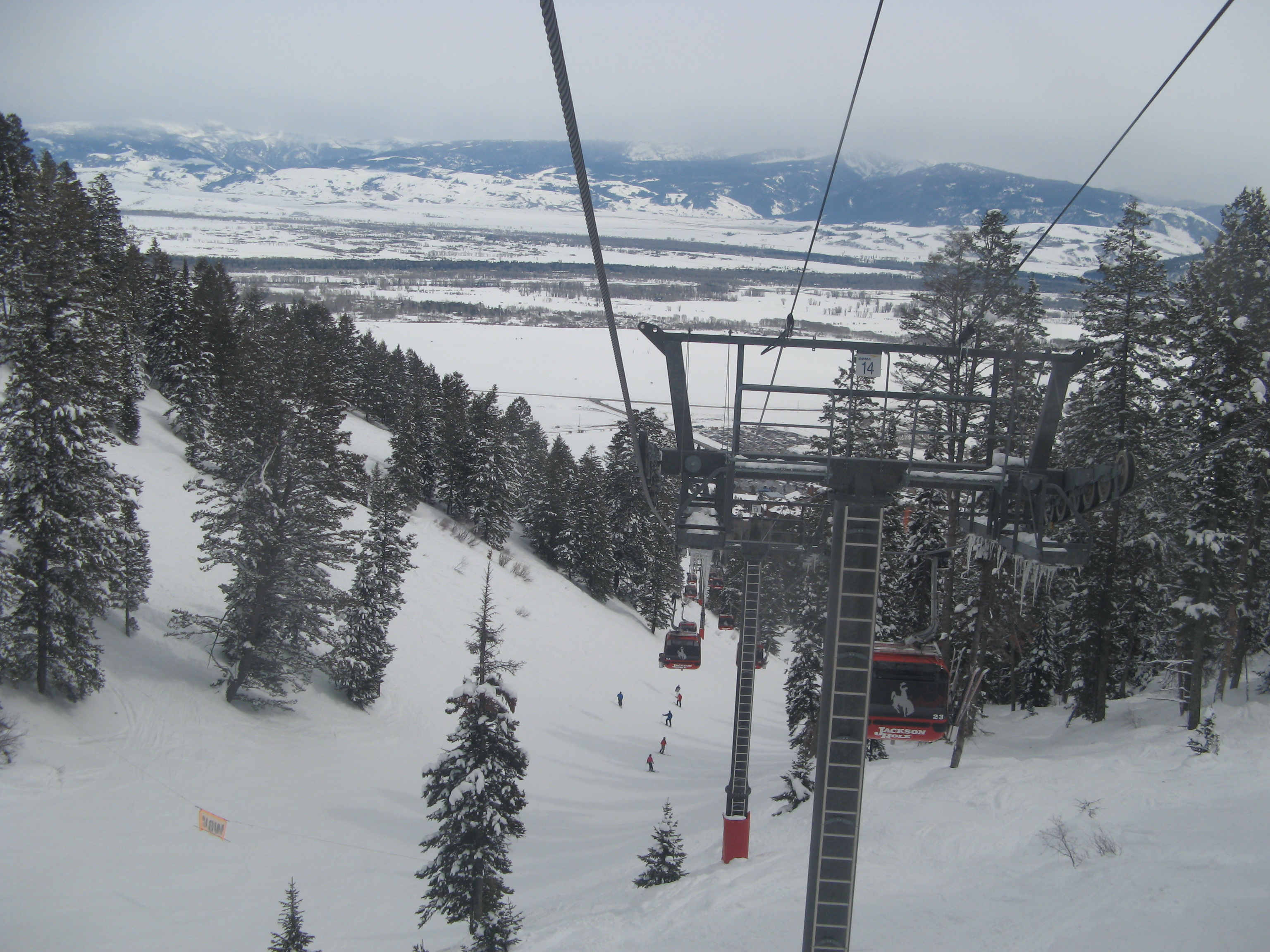
Kolejka gondolowa w Jackson Hole
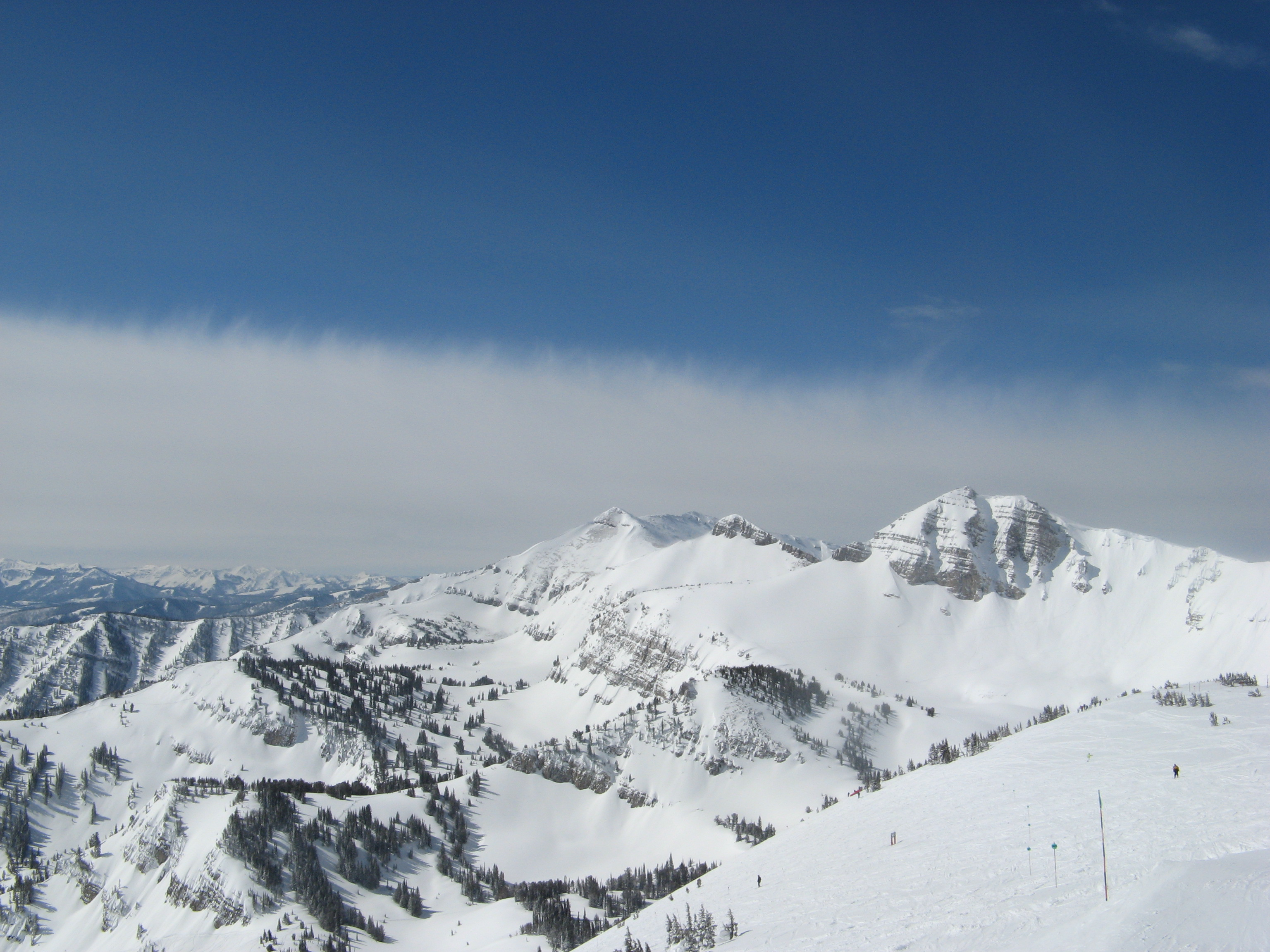
Szczyt Rendezvous Bowl
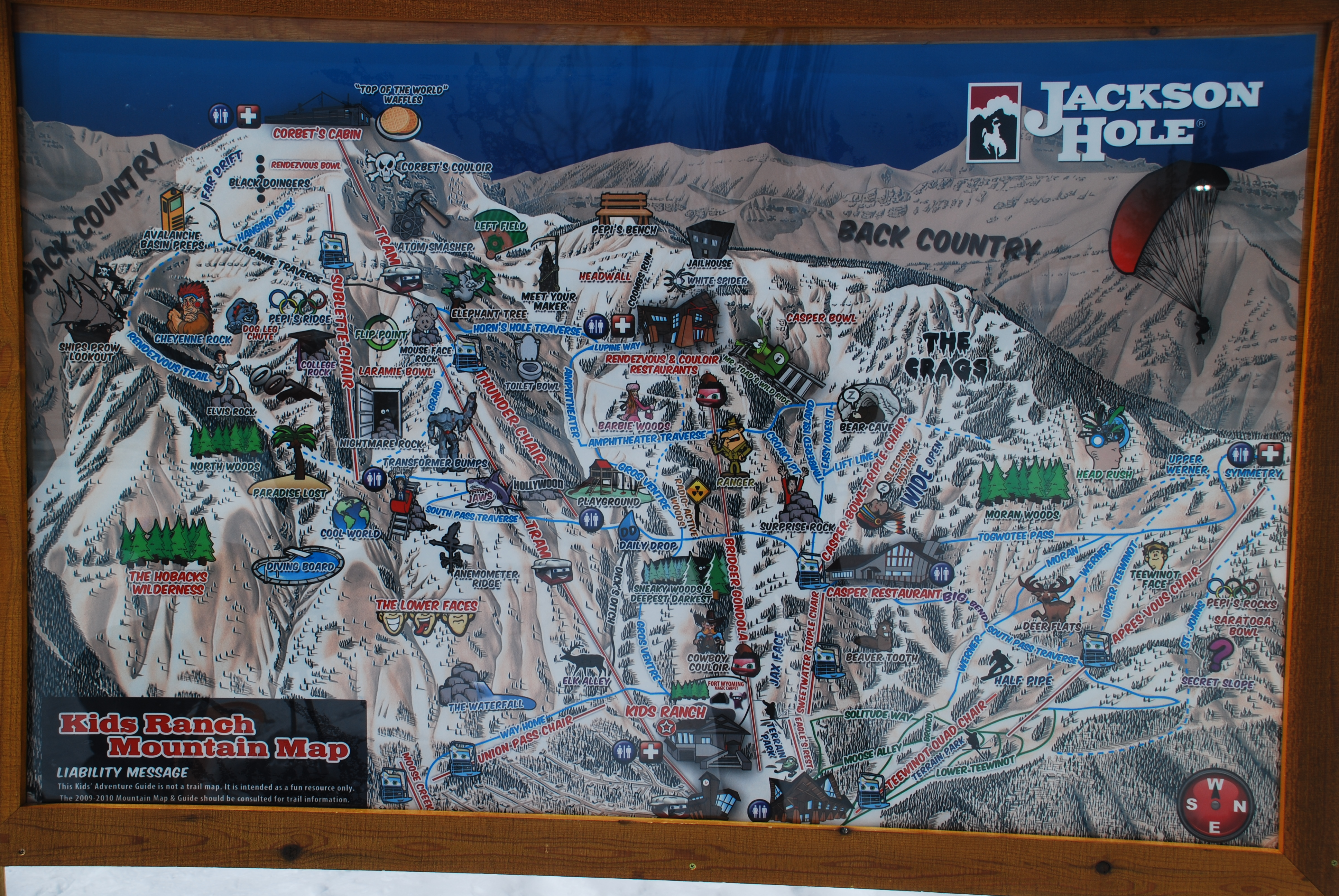
Mapa tras